# Cilunculus antillensis
Cilunculus antillensis is een zeespin uit de familie Ammotheidae. De soort behoort tot het geslacht Cilunculus. Cilunculus antillensis werd in 1955 voor het eerst wetenschappelijk beschreven door Stock. 